# كلير بيرلينسكي
كلير بيرلينسكي (بالإنجليزية: Claire Berlinski)‏ (1968، كاليفورنيا في الولايات المتحدة)؛ كاتِبة، صحفية وروائية أمريكية. درست في كلية باليول بجامعة اوكسفورد.